# Prabuty

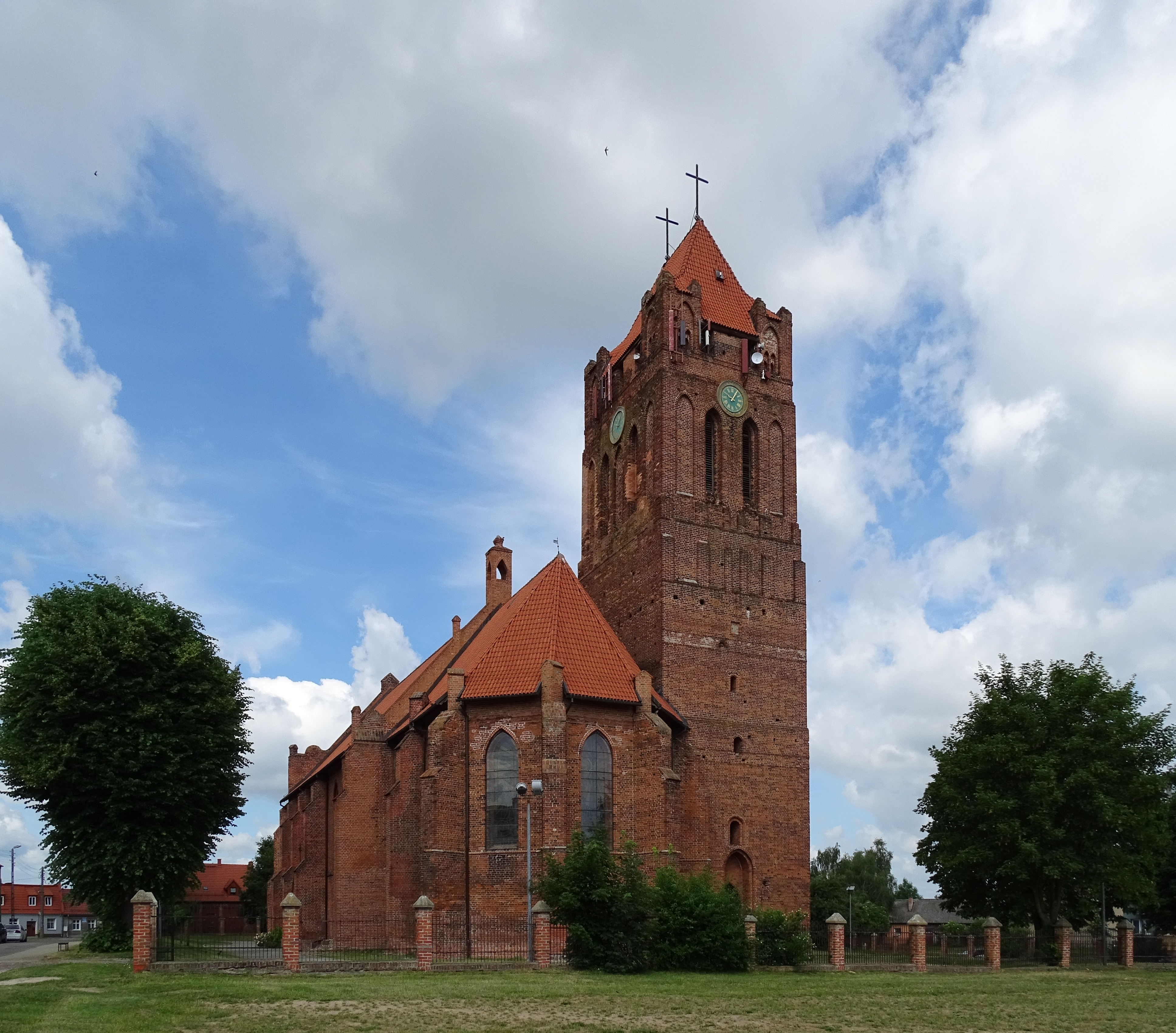
St. Adalberts kyrka från slutet av 1400-talet och början av 1400-talet.

Prabuty (tyska: Riesenburg) är en stad i Pommerns vojvodskap i norra Polen. Prabuty, som nämns för första gången i ett dokument från år 1250, hade 8 855 invånare år 2012.

### Övriga källor
Den här artikeln är helt eller delvis baserad på material från tyskspråkiga Wikipedia, Prabuty, 20 oktober 2013.